# 小野浩 (経済学者)
小野 浩（おの ひろし、1943年11月5日 - ）は、日本の経済学者。北海道大学名誉教授。マクマスター大学招聘教授、ウォーリック大学客員教授なども歴任した。

## 人物・経歴
北海道生まれ。1962年北海道札幌南高等学校卒業。1966年小樽商科大学商学部卒業、日本道路公団入社。1969年一橋大学大学院経済学研究科修士課程修了、同博士課程入学。指導教員は倉林義正。奨学金を得て、1975年ブラウン大学大学院経済学研究科修了、経済学博士（Ph.D.）。指導教員はジョージ・ボーツ。同年ブラウン大学大学院ポストドクトラルフェロー。1976年北海道大学経済学部助教授。1979年フルブライト上級研究員（ブラウン大学）。1983年セント・メリーズ大学客員教授。1986年北海道大学経済学部教授。1990年マクマスター大学招聘教授。1995年北海道大学評議員。1997年ウォーリック大学客員教授。2001年北海道大学経済学部経済学科長。2006年北海道大学経済学部経済学科長。2007年定年退職、北海道大学名誉教授。2024年、瑞宝中綬章受章。

## 著書
- 『国際経済学』マグロウヒル好学社 1982年
- 『戦後日本自動車産業の発展』多賀出版 1999年